# 23. březen
23. březen je 82. den roku podle gregoriánského kalendáře (83. v přestupném roce). Do konce roku zbývá 283 dní. Svátek má Ivona.

## Události

### Česko
- 1897 – Ženám bylo povoleno studium na Filozofické fakultě UK.
- 1919 – Česká státoprávní demokracie se přejmenovává na Národní demokracii.
- 1924 – V Brně založili pobočku spolku Devětsil, odnož slavného uměleckého sdružení. Jeho členy byli v Brně například Bedřich Václavek a František Halas.
- 1932 – Stávka severočeských horníků 23. 3. – 19. 4. 1932 byla největší stávka na evropském kontinentě v době světové hospodářské krize.
- 1945 – Americký nálet na nádraží a železniční opravny v Českých Velenicích. Ve stejný den nálet na České Budějovice, terčem bylo opět nádraží. V obou případech vysoký počet obětí.
- 1948 – V Tanvaldu pracovníci Vojenského technického ústavu uskutečnili první pokusné televizní vysílání v Československu.
- 1984 – Premiéra baletu Sen noci svatojánské v Brně na hudbu Václava Trojana.
- 2020 – Česká televize v souvislosti s nouzovým stavem vyhlášeným vládou ČR 12. března spustila třetí kanál určený pro důchodce.

### Svět
- 1026 – Konrád II. Sálský sám sebe korunoval králem Itálie
- 1066 – 18. zaznamenaný průlet Halleyovy komety
- 1153 – První „Kostnickou smlouvu“ v Kostnici podepsali Fridrich I. Barbarossa a papež Evžen III.
- 1364 – Dědičná smlouva uzavřená mezi císařem Karlem IV. a rakouským vévodou Rudolfem IV.
- 1900 – Britský archeolog Sir Arthur John Evans začal s vykopávkami v Knossu, na předpokládaném místě paláce bájného krále Mínoa.
- 1919
  - Benito Mussolini sjednotil dosud nejednotné protisocialisticky zaměřené bojové skupiny do jedné organizace pod vedením Roberta Farinacciho a založil Fasci di combattimento, fašistické hnutí v Itálii.
  - Poslední panovník Rakouska-Uherska, Karel I., opustil se svou rodinou Rakousko a odešel do exilu ve Švýcarsku. Ve svém Feldkirchském manifestu (Feldkircher Manifest) před překročením státní hranice odvolal svou abdikaci, vzdání se nároku na výkon panovnických povinností a záležitostí. To se stalo přímým podnětem pro vydání rakouského Habsburského zákona.
- 1926 – V Irsku Éamon de Valera založil stranu Fianna Fáil, která odmítala Anglo-irskou dohodu a tento postoj změnila až o mnoho let později.

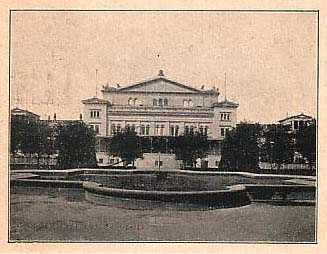
1933: Kroll-Oper (obrázek z roku 1900)

- 1933 – dva dny po Postupimském dni schválil Říšský sněm v budově Krollovy opery, proti hlasům SPD pod vedením Otto Welse, Zmocňovací zákon. Den poté byl vyhlášen, a tím vešel i v platnost, jako další krok uchopení moci nacionálními socialisty.
- 1937 – Republikánské oddíly dosáhly ve španělské občanské válce v od 8. března trvající bitvě u Guadalajary svého posledního většího vítězství, čímž zabránily obklíčení Madridu. Francisco Franco se poté soustředil na válku na severu.
- 1939 – Maďarské jednotky zaútočily od východu na nově vzniklý Slovenský stát a zahájily slovensko-maďarskou válku (tzv. malá válka) trvající do 31. března.
- 1950 – Při OSN byla založena Světová meteorologická organizace.
- 1989 – Američtí elektrochemici Martin Fleischmann a Stanley Pons zveřejnili výsledky svého výzkumu, tzv. studenou fúzi. I přes usilovnou snahu se jejich pokus nepodařilo nikdy přesvědčivě zopakovat.
- 2001 – Řízený zánik vesmírné orbitální stanice Mir.
- 2021 – Kontejnerová loď zablokovala na 6 dní Suezský průplav.

## Narození

### Česko

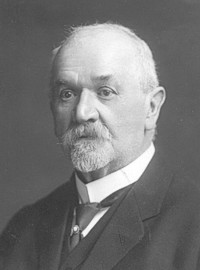
Josef Thomayer (* 1853)

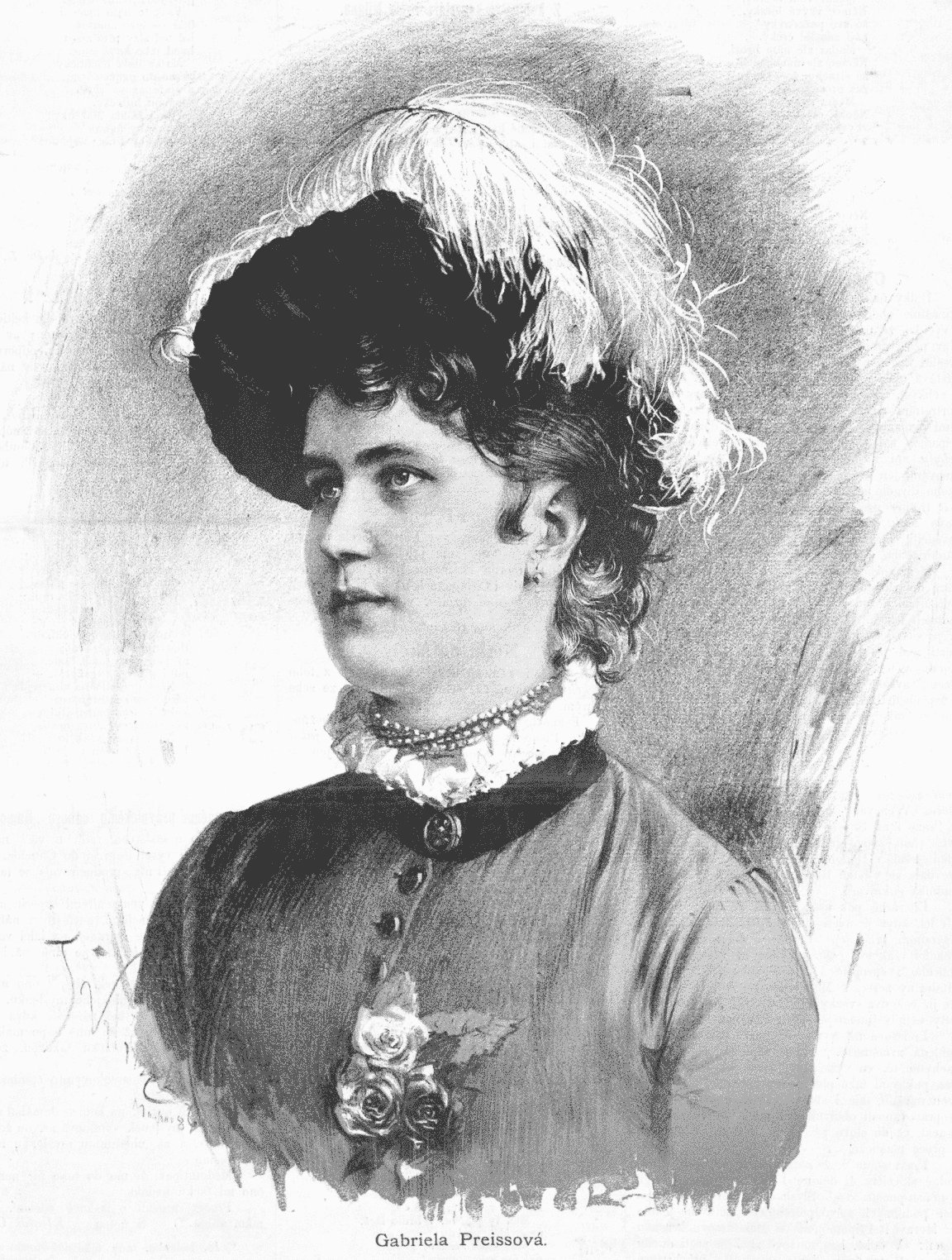
Gabriela Preissová (* 1862)

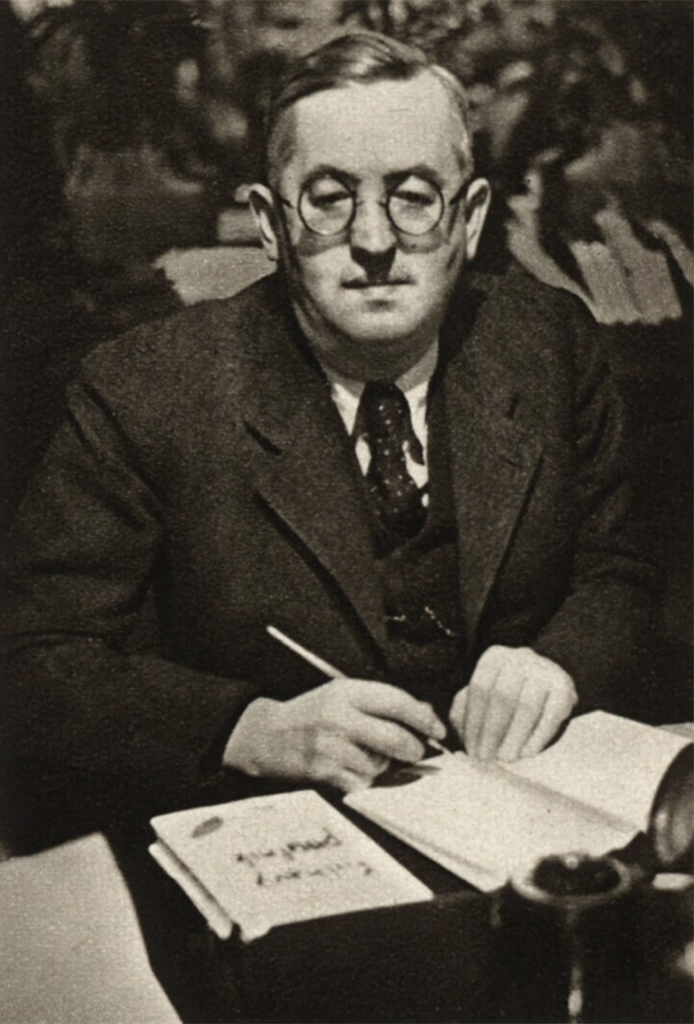
Josef Čapek (* 1887)

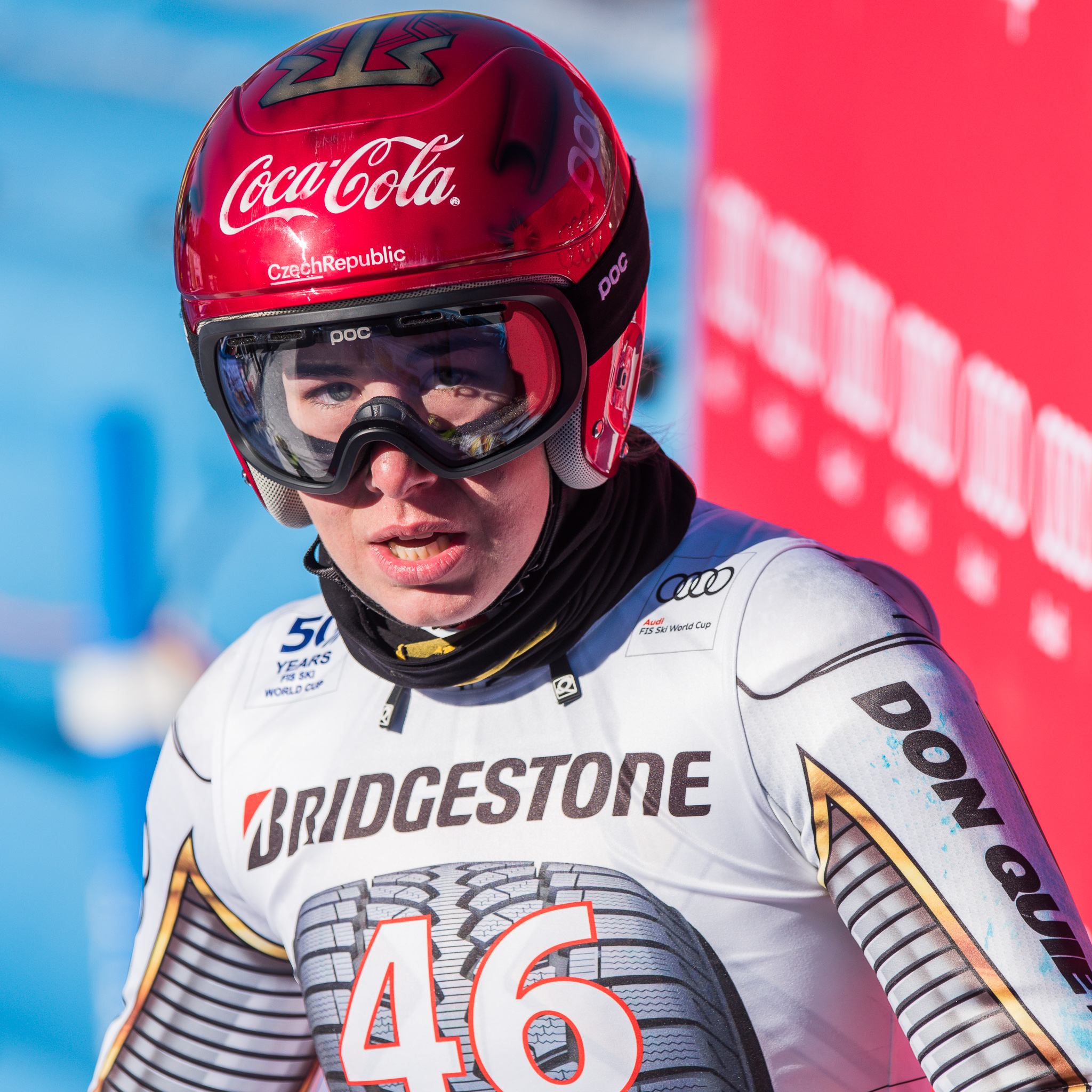
Ester Ledecká (* 1995)

- 1494 – Jan Dernschwam, báňský odborník a cestovatel († 1568)
- 1795 – Leopold Jansa, houslista, skladatel a hudební pedagog († 25. ledna 1875)
- 1818 – Peter Steffens, podnikatel a politik německé národnosti († září 1879)
- 1823 – Josef Chmelíček, kněz, teolog, hudební skladatel, pedagog a spisovatel († 15. března 1891)
- 1833 – Eduard Novotný, jazykovědec a průkopník těsnopisu († 4. ledna 1876)
- 1849 – Vojtěch Hlaváč, varhaník, skladatel, dirigent a vynálezce působící převážně v Rusku († 22. března 1911)
- 1853
  - Josef Braniš, historik umění, archeolog a spisovatel († 25. prosince 1911)
  - Josef Thomayer, lékař – profesor vnitřního lékařství († 18. října 1927)
- 1858 – Josef Penížek, novinář a překladatel († 3. srpna 1932)
- 1862 – Gabriela Preissová, spisovatelka († 27. března 1946)
- 1877 – Franz Windirsch, československý politik německé národnosti († ?)
- 1878 – Ludwig Korinek, československý politik německé národnosti († ?)
- 1880
  - Otto Boleška, divadelní herec († 20. března 1917)
  - Emanuel Kodet, sochař, malíř a grafik († 4. února 1954)
- 1885 – Tecellin Jaksch, 43. opat vyšebrodského kláštera († 23. května 1954)
- 1887 – Josef Čapek, malíř a spisovatel († duben 1945)
- 1892 – Lev Prchala, generál a exilový politik. († 11. června 1963)
- 1893 – Otakar Čapek, mystik, spisovatel, oběť komunistického režimu († 11. ledna 1967)
- 1894 – František Cink, zakladatel prvního českého jazzového orchestru († 1943)
- 1895 – Karel Řepa, architekt († 2. března 1963)
- 1896 – František Tichý, malíř († 7. října 1961)
- 1901
  - Antonie Kleinerová, československá politička († 23. srpna 1982)
  - Jan Šverma, novinář a komunistický politik († 10. listopadu 1944)
- 1916 – Jaromír Tobola, katolický teolog († 18. února 1988)
- 1922 – Václav Formánek, teoretik, estetik a historik umění († 16. října 1985)
- 1923 – Jaromír Vomáčka, skladatel, klavírista a herec († 7. července 1978)
- 1927 – Pavel Hejcman, spisovatel († 17. července 2020)
- 1928 – Zdeněk Masařík, germanista († 19. října 2016)
- 1929 – Bohumír Roedl, historik a iberoamerikanista († 4. září 2020)
- 1930 – Lubomír Man, spisovatel
- 1931 – Kamil Prachař, herec
- 1937 – Ivan Renč, spisovatel a režisér
- 1942
  - Jiří Václavek, politik a bývalý poslanec († 18. března 2010)
  - Jindřich Pospíšil, trenér a dvacetinásobný mistr světa v kolové
- 1943
  - Milan Maryška, filmový dokumentarista, režisér a fotograf († 4. prosince 2002)
  - Petr Skarke, herec († 15. dubna 1999)
- 1944 – Vlaďka Prachařová, zpěvačka
- 1945 – Mojmír Horyna, historik umění († 26. ledna 2011)
- 1947 – Jiří Olič, básník, prozaik, esejista a literární kritik
- 1948 – Joska Skalník, výtvarník a grafik
- 1949 – Jan Zahradník, český pedagog a politik
- 1951
  - Jan Dungel, přírodovědec, malíř, grafik a ilustrátor
  - Milan Sojka, ekonom a vysokoškolský pedagog († 17. května 2009)
- 1959 – Zuzana Brabcová, spisovatelka († 20. srpna 2015)
- 1967 – Kateřina Kornová, herečka, modelka, moderátorka a podnikatelka
- 1972 – Pavla Vykopalová, operní zpěvačka
- 1973 – Jitka Schneiderová, herečka,
- 1974 – Bořek Mezník, básník
- 1978 – Jitka Čvančarová, herečka, zpěvačka, modelka a moderátorka
- 1981 – Pavel Brendl, lední hokejista
- 1988 – Michal Neuvirth, hokejový brankář
- 1995 – Ester Ledecká, snowboardistka a lyžařka, dvojnásobná olympijská vítězka z roku 2018

### Svět

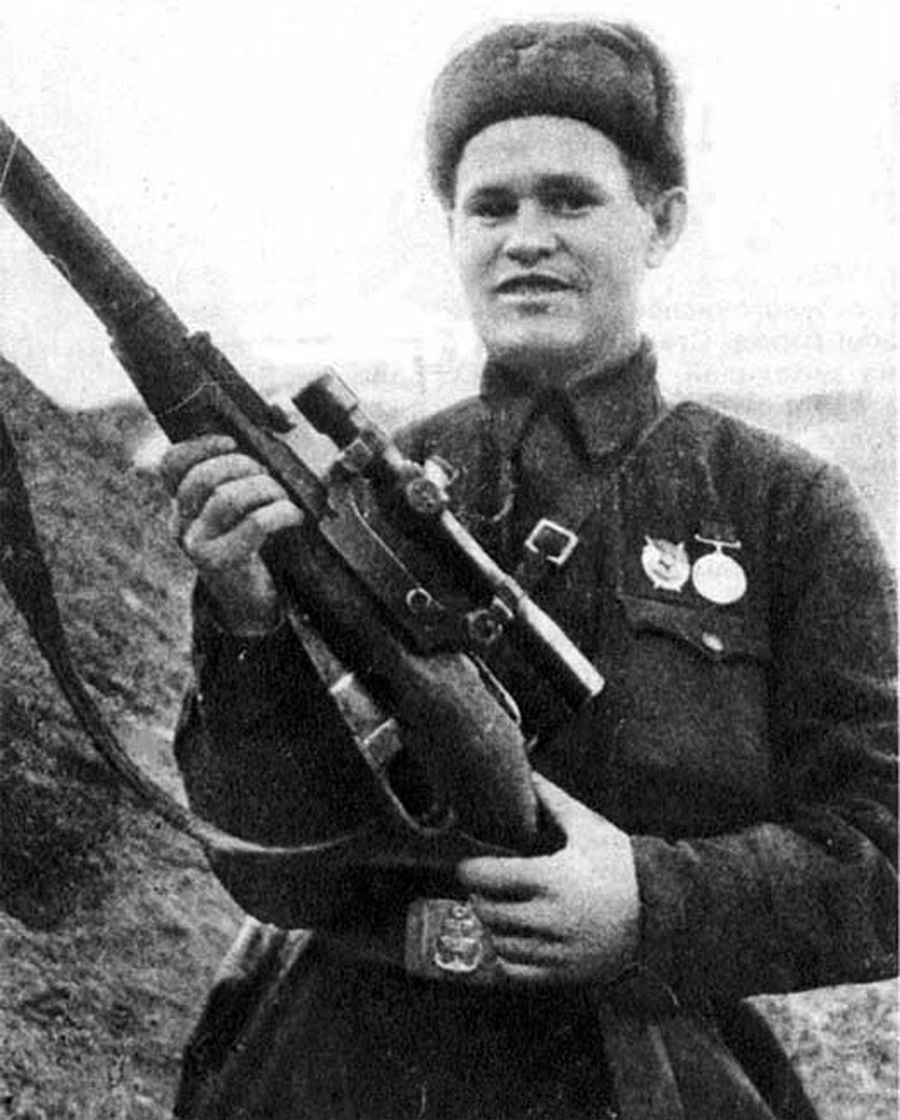
Vasilij Zajcev (* 1915)

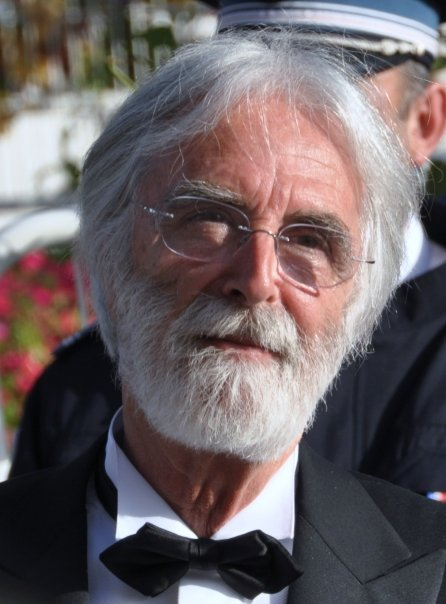
Michael Haneke (* 1942)

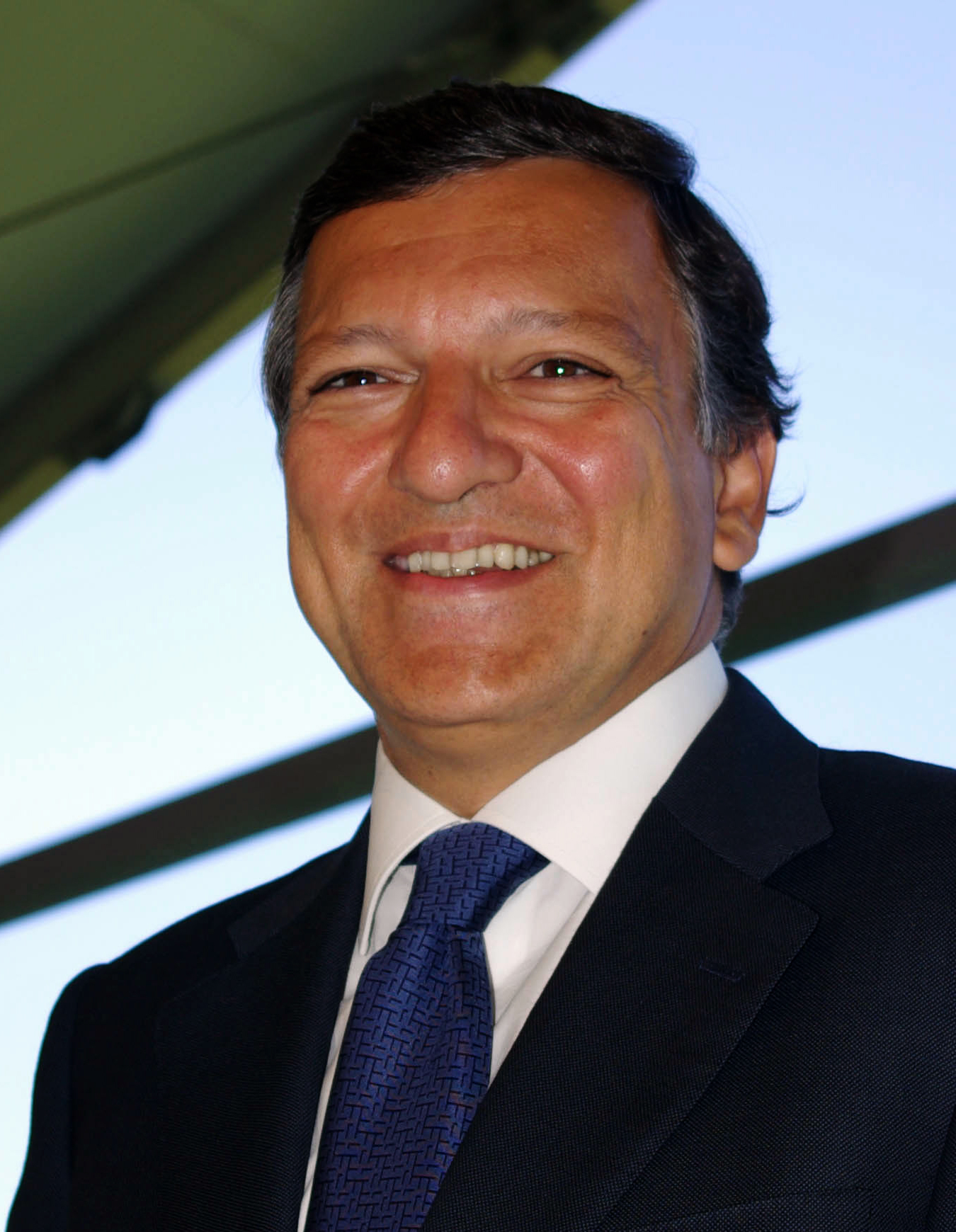
José Manuel Barroso (* 1956)

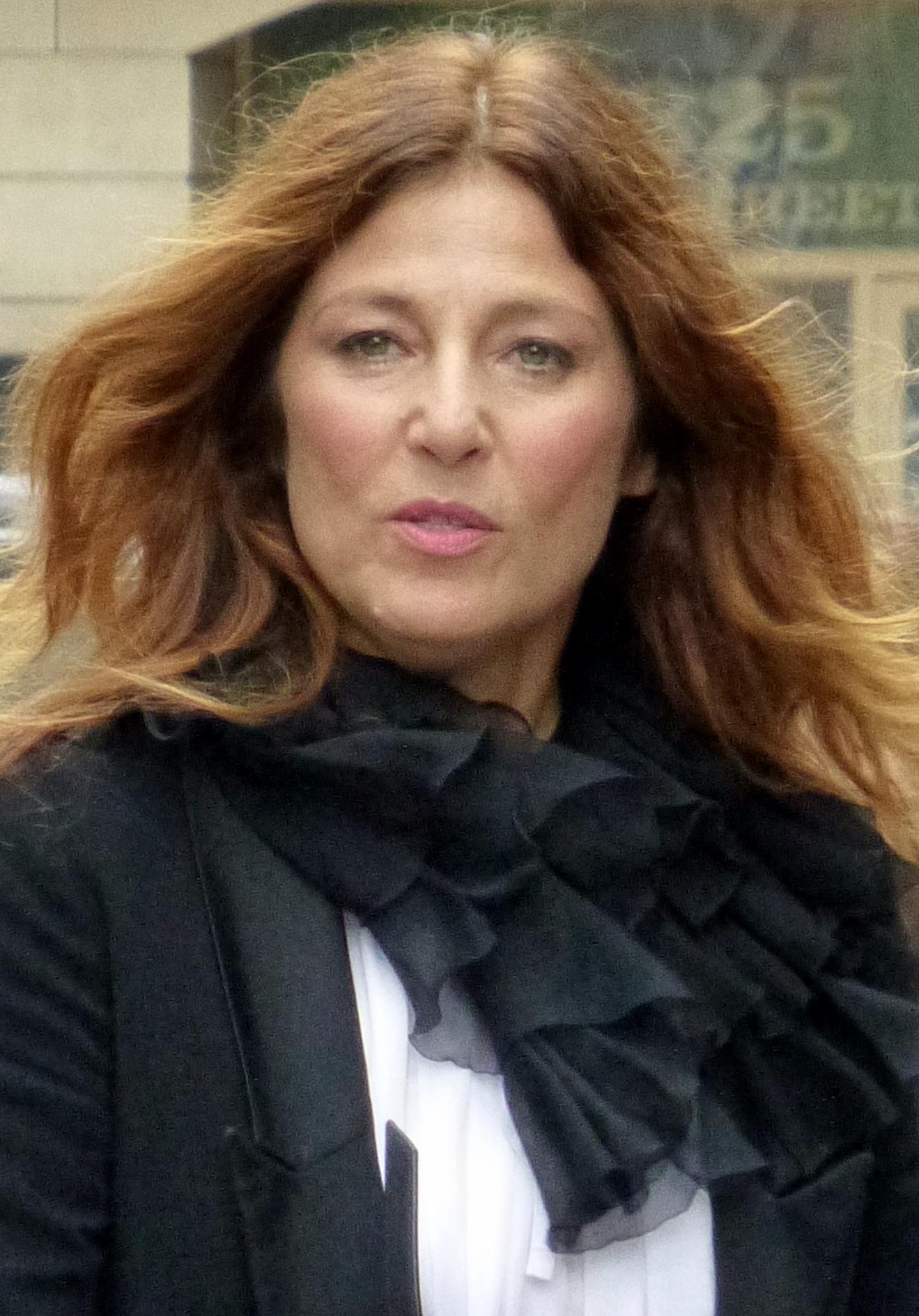
Catherine Keenerová (* 1959)

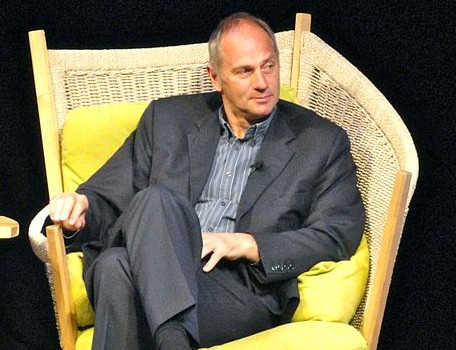
Steve Redgrave (* 1962)

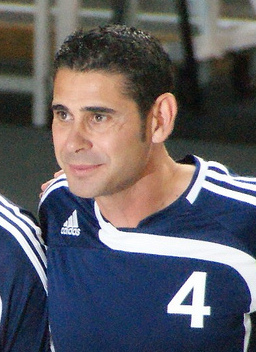
Fernando Hierro (* 1968)

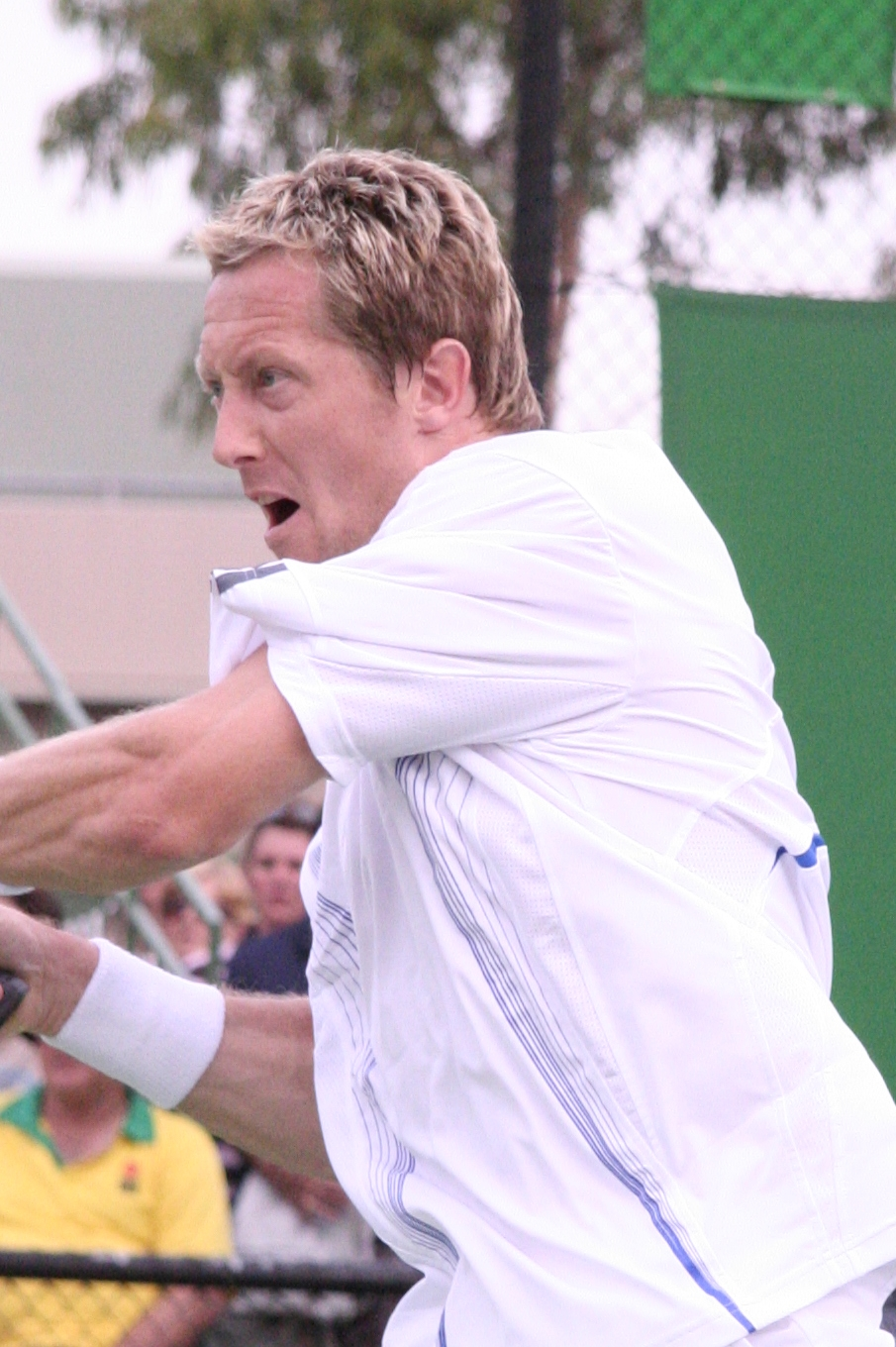
Jonas Björkman (* 1972)

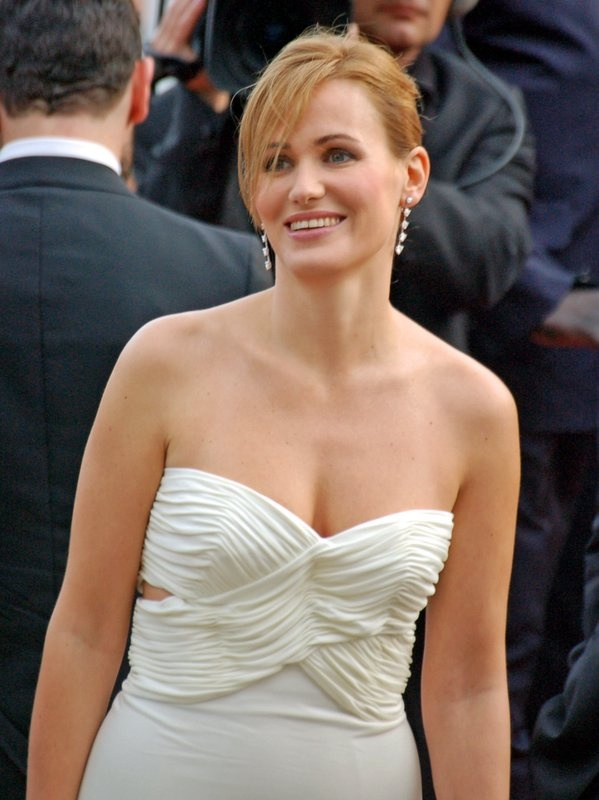
Judith Godrèche (* 1972)

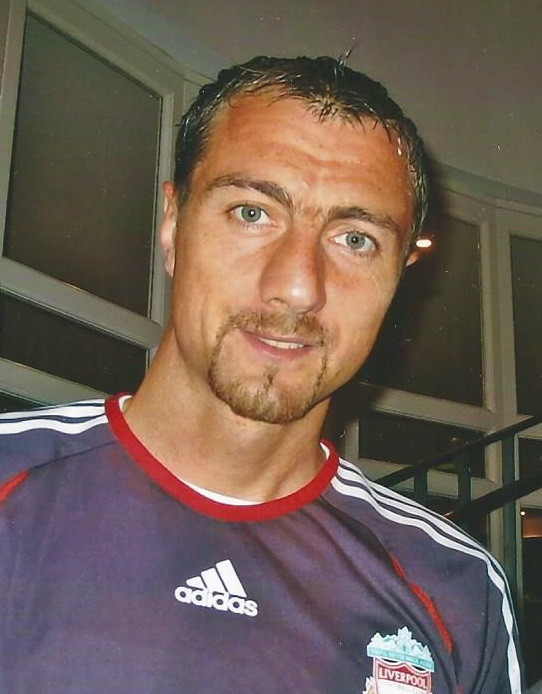
Jerzy Dudek (* 1973)

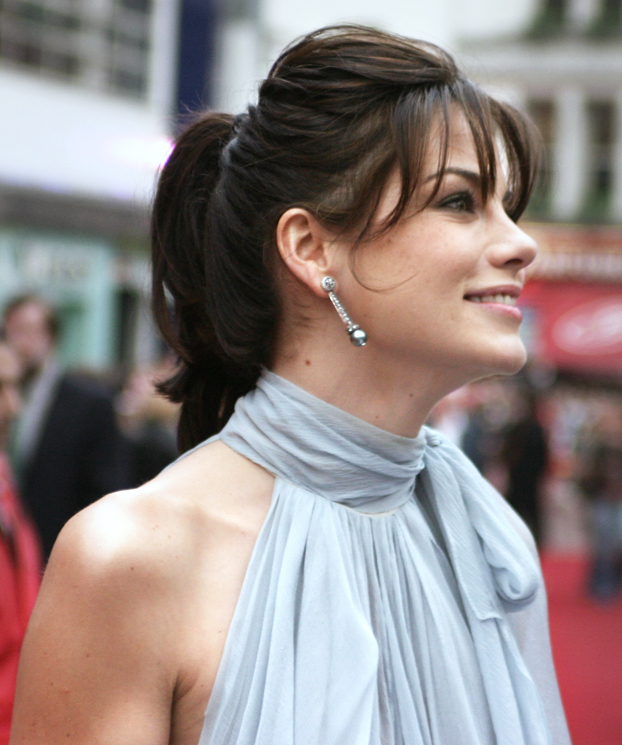
Michelle Monaghan (* 1976)

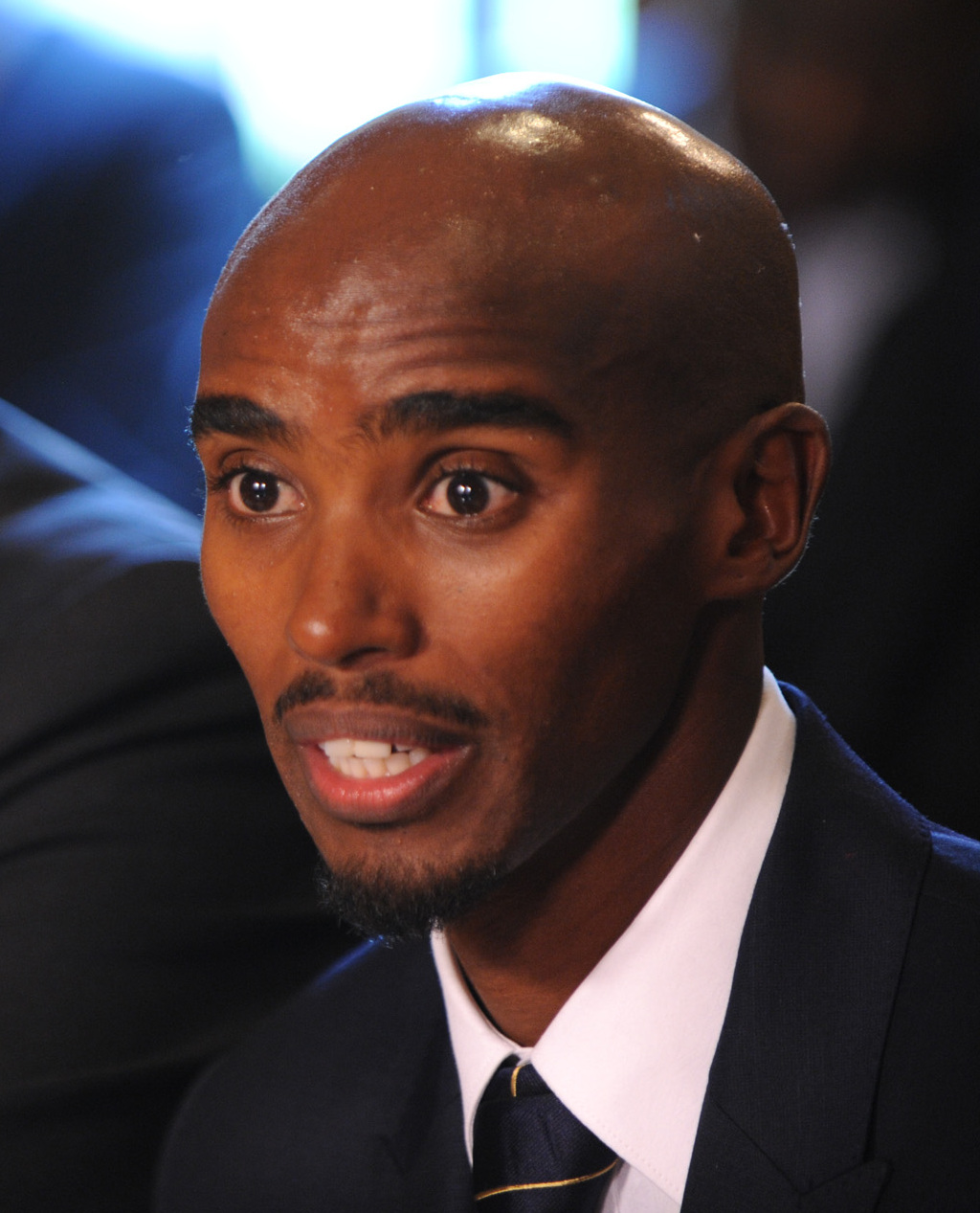
Mohamed Farah (* 1983)

- 1103 – Jüe Fej, čínský generál, národní hrdina († 27. ledna 1141)
- 1430 – Markéta z Anjou, manželka Jindřicha VI., anglického krále († 25. srpna 1482)
- 1501 – Pietro Andrea Mattioli, známý italský lékař a botanik († 1577)
- 1551 – Marie Anna Bavorská, manželka arcivévody Karla II. († 29. dubna 1608)
- 1614 – Džahanara Begum, mughalská princezna a dcera císaře Šáhdžahána († 16. září 1681)
- 1638 – Frederik Ruysch, nizozemský anatom a botanik († 1731)
- 1643 – María de León y Delgado, španělská jeptiška a mystička († 15. února 1731)
- 1648 – Arabella Churchillová, milenka Jakuba, vévody z Yorku († 30. května 1730)
- 1699 – John Bartram, americký botanik († 1777)
- 1749 – Pierre Simon de Laplace, francouzský matematik a astronom († 1827)
- 1750 – Johannes Matthias Sperger, rakouský kontrabasista a hudební skladatel († 1812)
- 1754 – baron Jurij Vega, slovinský matematik a fyzik († 1802)
- 1769
  - William Smith, anglický geolog a kartograf († 1839)
  - Augustin Daniel Belliard, francouzský generál († 28. ledna 1832)
- 1809 – Hippolyte Flandrin, francouzský malíř († 21. března 1864)
- 1821 – Alexej Feofilaktovič Pisemskij, ruský spisovatel a dramatik († 2. února 1881)
- 1823 – Schuyler Colfax, americký politik († 1885)
- 1834
  - Johann von Chlumecký, předlitavský státní úředník a politik († 11. prosince 1924)
  - Julius Reubke, německý skladatel, varhaník a klavírista († 1858)
- 1858 – Ludwig Quidde, německý pacifista, nositel Nobelovy ceny míru († 1941)
- 1862 – Tor Hedberg, švédský spisovatel († 13. července 1931)
- 1869 – Calouste Gulbenkian, arménský podnikatel a filantrop († 20. července 1955)
- 1871 – Maurice Garin, francouzský cyklista italského původu, první vítěz Tour de France († 1957)
- 1876 – Ziya Gökalp, turecký sociolog, spisovatel, básník († 25. října 1924)
- 1877 – Robert Freissler, rakouský politik († 7. ledna 1950)
- 1878 – Franz Schreker, rakouský hudební skladatel a dirigent († 1934)
- 1881
  - Roger Martin du Gard, francouzský spisovatel, nositel Nobelovy ceny za literaturu († 1958)
  - Hermann Staudinger, německý lékárník, nositel Nobelovy ceny za chemii († 1965)
- 1882 – Emmy Noether, německá matematička († 1935)
- 1885
  - Yves Le Prieur, korvetní kapitán francouzského námořnictva a vynálezce († 1. června 1963)
  - Platt Adams, americký olympijský vítěz ve skoku do výšky z místa († 27. února 1961)
  - Arthur Benda, německý fotograf († 7. září 1969)
- 1886 – Emil Fey, major rakouské c. k. armády, vůdce polovojenské organizace Heimwehr a přední politik Rakouské první republiky († 1938)
- 1887
  - Juan Gris, španělský malíř († 11. května 1927)
  - Felix Felixovič Jusupov, ruský kníže, vrah Rasputina († 27. září 1967)
- 1899 – Ilse Bing, německá avantgardní a komerční fotografka († 10. března 1998)
- 1900
  - Hassan Fathy, egyptský architekt († 1989)
  - Erich Fromm, v Německu narozený psychoanalytik († 1980)
- 1904
  - Joan Crawfordová, americká filmová, divadelní a televizní herečka († 10. května 1977)
  - H. Beam Piper, americký spisovatel science fiction († listopad 1964)
- 1905 – Paul Grimault, francouzský animátor a režisér († 29. března 1994)
- 1907
  - Hassler Whitney, americký matematik († 1989)
  - Daniel Bovet, ve Švýcarsku narozený vědec, nositel Nobelovy ceny za fyziologii a medicínu († 1992)
- 1908 – Cecil Collins, anglický malíř a grafik († 4. června 1989)
- 1910 – Akira Kurosawa, japonský režisér († 6. září 1998)
- 1912 – Wernher von Braun, v Německu narozený fyzik a inženýr († 1977)
- 1915 – Vasilij Zajcev, proslavený (hlavně díky filmu Nepřítel před branami) ruský odstřelovač († 1991)
- 1917 – Jevgenij Chalděj, sovětský fotograf († 6. října 1997)
- 1921 – Donald Campbell, britský automobilový závodník († 4. ledna 1967)
- 1922 – Ugo Tognazzi, italský herec, režisér a scenárista († 27. října 1990)
- 1923 – László Lóránd, americký biochemik maďarského původu († 6. prosince 2018)
- 1927 – Lu Wen-fu, čínský spisovatel († 9. července 2005)
- 1929 – Roger Bannister, anglický atlet-mílař a neurolog († 3. března 2018)
- 1931
  - Viktor Korčnoj, rusko-švýcarský šachový velmistr († 6. června 2016)
  - Jevgenij Grišin, sovětský rychlobruslař, olympijský vítěz († 9. července 2005)
  - Jerzy Krzysztoń, polský prozaik, dramatik, reportér a překladatel († 16. května 1982)
  - Jevdokija Mekšilo, sovětská běžkyně na lyžích, olympijská vítězka († 16. ledna 2013)
- 1932
  - Louisiana Red, americký bluesový kytarista a hráč na foukací harmoniku († 25. února 2012)
  - Al Aarons, americký jazzový trumpetista († 17. listopadu 2015)
- 1933
  - Philip Zimbardo, americký psycholog († 14. října 2024)
  - Jozef Dunajovec, slovenský novinář, publicista a autor literatury faktu († 22. února 2007)
- 1934 – Peter Kubelka, rakouský představitel experimentálního filmu
- 1938 – Dave Pike, americký jazzový hudebník († 3. října 2015)
- 1941 – Herbert Schneider, německý muzikolog
- 1942 – Michael Haneke, rakouský filmový a divadelní režisér a filozof
- 1943
  - László Dubrovay, maďarský skladatel vážné hudby
  - Nils-Aslak Valkeapää, sámský spisovatel, hudebník a malíř († 27. listopadu 2001)
- 1944
  - Winston Groom, americký romanopisec a spisovatel literatury faktu
  - Michael Nyman, anglický hudební skladatel
- 1945
  - Franco Battiato, italský zpěvák, skladatel, muzikant, režisér a malíř
  - Eric De Vlaeminck, belgický mistr světa v cyklokrosu
  - David Grisman, americký hudebník, hudební producent a skladatel
- 1947 – Paul Cartledge, britský historik a spisovatel
- 1949
  - Harm Klueting, německý historik a teolog
  - Ric Ocasek, americký hudebník (The Cars)
  - Trevor Jones, britský hudební skladatel, autor a aranžér filmové hudby
- 1950 – Phil Lanzon, hráč na klávesy v britské rockové skupině Uriah Heep
- 1952 – Kim Stanley Robinson, americký spisovatel sci-fi
- 1953 – Chaka Khan, americká zpěvačka
- 1955
  - Gerry Hemingway, americký bubeník
  - Lloyd Jones, novozélandský spisovatel
- 1956 – José Manuel Durão Barroso, portugalský politik, bývalý předseda Evropské komise
- 1957 – Amanda Plummer, americká herečka
- 1958
  - Steve Fraser, americký zápasník, olympijský vítěz
  - Heinz Zak, rakouský horolezec a fotograf
- 1959 – Catherine Keenerová, americká herečka
- 1961 – Eivind Aarset, norský kytarista
- 1962 – Steve Redgrave, britský veslař a olympijský vítěz
- 1965
  - Richard Grieco, americký herec a zpěvák
  - Trine Haltviková, norská házenkářka
- 1968
  - Damon Albarn, britský hudebník (Blur)
  - Fernando Hierro, španělský fotbalista
- 1972
  - Jonas Björkman, švédský tenista
  - Judith Godrèche, francouzská herečka
- 1973
  - Jerzy Dudek, polský fotbalový brankář
  - Stefon Harris, americký vibrafonista
  - Bojana Radulovicsová, maďarská házenkářka
- 1976
  - Keri Russellová, americká herečka
  - Ricardo Zonta, brazilský pilot formule 1
  - Michelle Monaghan, americká herečka a bývalá modelka
- 1979 – Ľubomír Meszároš, slovenský fotbalista
- 1980
  - Kader Mangane, senegalský fotbalista
  - Ryan Day, waleský profesionální hráč snookeru
- 1983 – Mohamed Farah, britský běžec
- 1989 – Jerry Tuwai, fidžijský sedmičkový ragbista
- 1990 – Jaime Alguersuari, španělský pilot formule 1
- 1997 – Grégory Alldritt, francouzský ragbista

## Úmrtí

### Česko

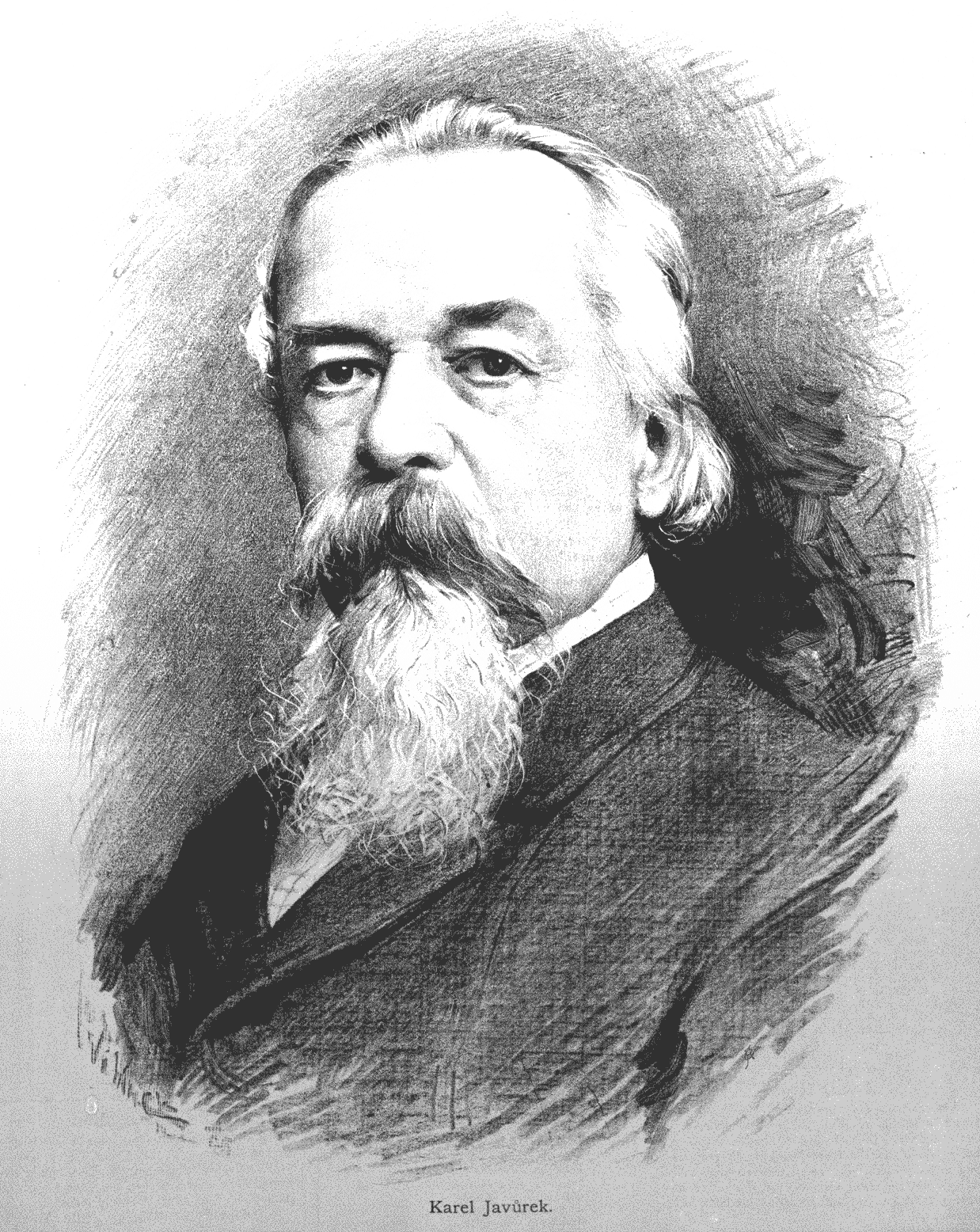
Karel Javůrek († 1909)

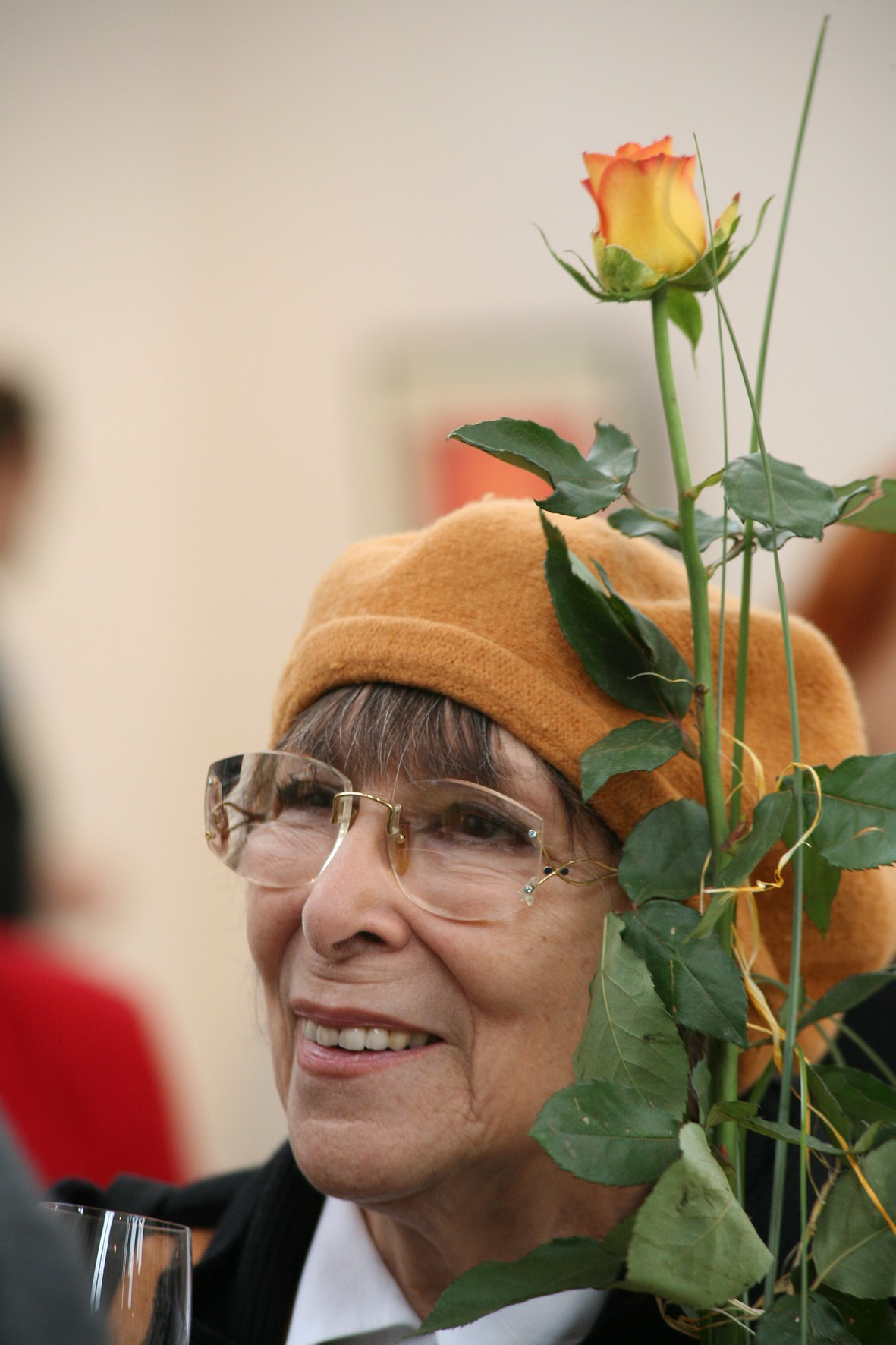
Hana Hegerová († 2021)

- 1583 – Matěj Dvorský z Hájku, teolog, rektor Univerzity Karlovy (* 1520)
- 1753 – František Václav Trauttmansdorff, šlechtic (* 31. srpna 1677)
- 1857 – Ignác Jaksch, teolog (* 1792)
- 1869 – František Jaroslav Vacek Kamenický, vlastenecký kněz, spisovatel a básník (* 24. ledna 1806)
- 1870 – Josef Macháček, statkář, cukrovarník a politik na Berounsku (* leden 1818)
- 1873 – František Ringhoffer II., český a rakouský podnikatel a politik (* 28. dubna 1817)
- 1882 – Alois Vojtěch Šembera, jazykovědec a literární historik (* 21. března 1807)
- 1892 – František Fridrich, fotograf (* 21. května 1829)
- 1897 – Čeněk Vyhnis, středoškolský profesor, klasický filolog (* 8. října 1842)
- 1903 – Karel Holub, puškař (* 26. ledna 1830)
- 1909 – Karel Javůrek, malíř (* 30. července 1815)
- 1929 – Jan Pleva, poslanec Českého zemského sněmu a Říšské rady (* 11. července 1843)
- 1930 – Alois Slovák, jezuita, pedagog a vlastenecký kazatel (* 1. srpna 1859)
- 1932 – Vojtěch Kulp, politik (* 14. února 1850)
- 1934 – Wenzel Hablik, malíř, grafik a architekt německé národnosti (* 4. srpna 1881)
- 1937 – Karel Josef Barvitius, hudební skladatel a nakladatel (* 9. prosince 1864)
- 1939 – T. E. Tisovský, spisovatel (* 19. ledna 1863)
- 1942 – Josef Sahánek, fyzik (* 1896)
- 1943 – František Vrbka, československý voják a příslušník výsadku Bronse (* 15. července 1924)
- 1947 – František Pechman, československý politik (* 17. listopadu 1873)
- 1959 – Metoděj Dominik Trčka, katolický kněz, mučedník, oběť komunistického režimu (* 6. července 1886)
- 1960 – František Modráček, československý politik (* 8. září 1871)
- 1964 – Míla Mellanová, herečka (* 23. srpna 1899)
- 1968 – Leopold Škarek, provinciál jezuitů (* 10. listopadu 1874)
- 1970 – Fanoš Mikulecký, skladatel zlidovělých písní (* 28. července 1912)
- 1982 – Karel Černohorský, muzejní, etnograf a archeolog (* 17. září 1896)
- 1987 – Vladimír Škacha, voják a příslušník výsadku Silver B (* 17. května 1920)
- 2002 – Jan Kotík, malíř (* 4. ledna 1916)
- 2004 – Zdeňka Vasiljevová, historička Dálného východu (* 2. července 1935)
- 2007
  - Tera Fabiánová, romská spisovatelka (* 15. října 1930)
  - Jan Antonín Pacák, hudebník, člen skupiny Olympic, a výtvarník (* 26. dubna 1941)
- 2013
  - František Zoulík, právník a vysokoškolský pedagog (* 25. května 1933)
  - Jiří Joura, spisovatel a kronikář (* 24. července 1930)
- 2014
  - Jaroslav Šerých, malíř, grafik a ilustrátor (* 27. února 1928)
  - Miroslav Štěpán, politik Komunistické strany Československa (* 5. srpna 1945)
- 2018 – Igor Tomeš, odborník v oblasti sociální politiky, práva sociálního zabezpečení a sociální správy (* 17. dubna 1931)
- 2021 – Hana Hegerová, zpěvačka-šansoniérka a herečka (* 20. října 1931)

### Svět

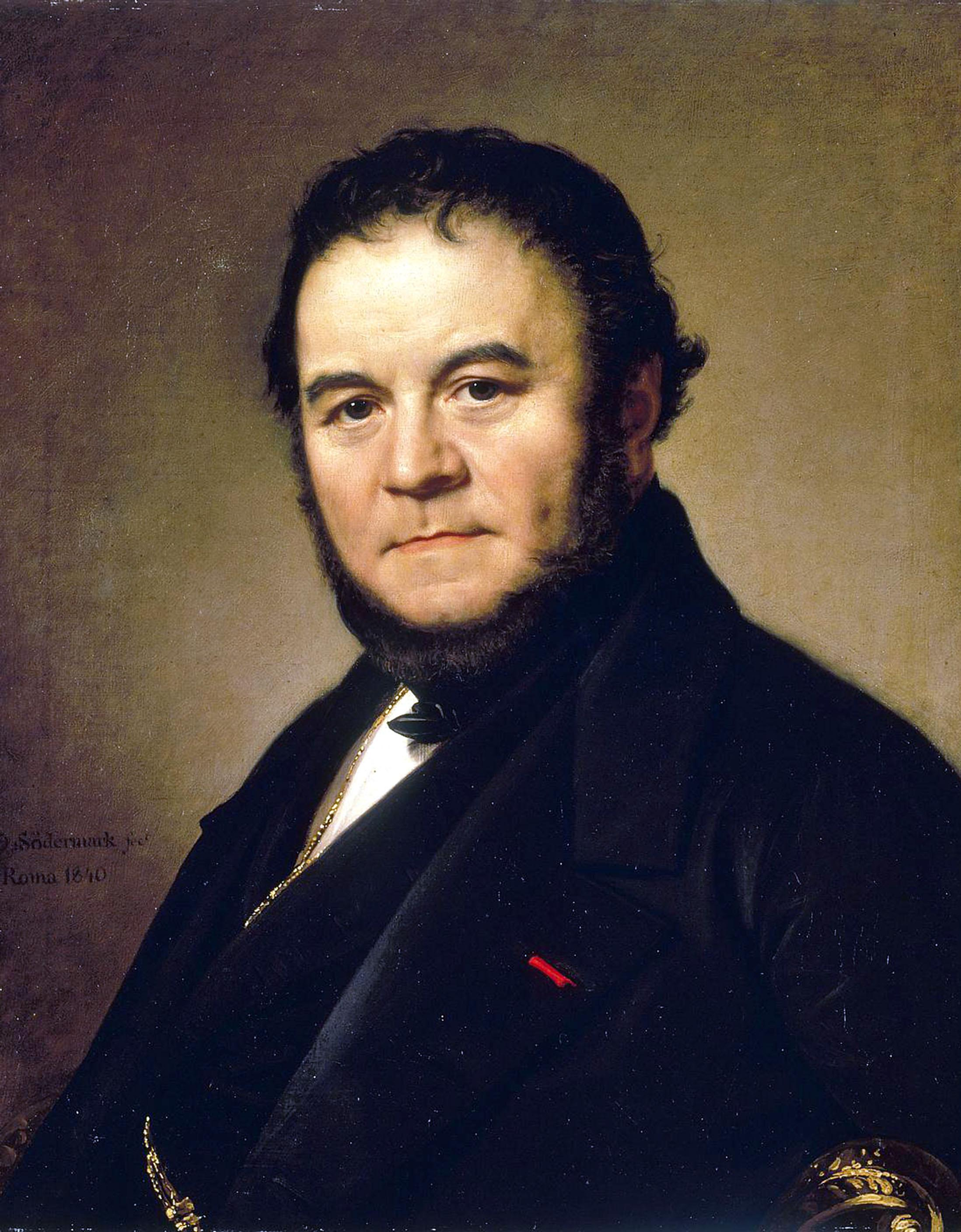
Stendhal († 1842)

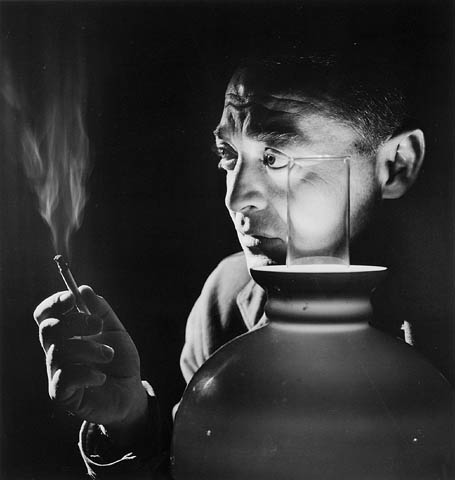
Peter Lorre († 1964)

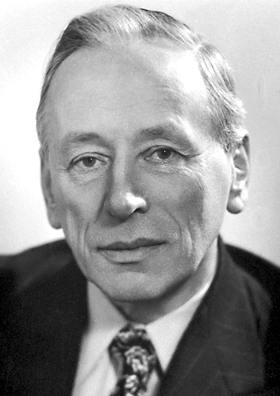
Frits Zernike († 1966)

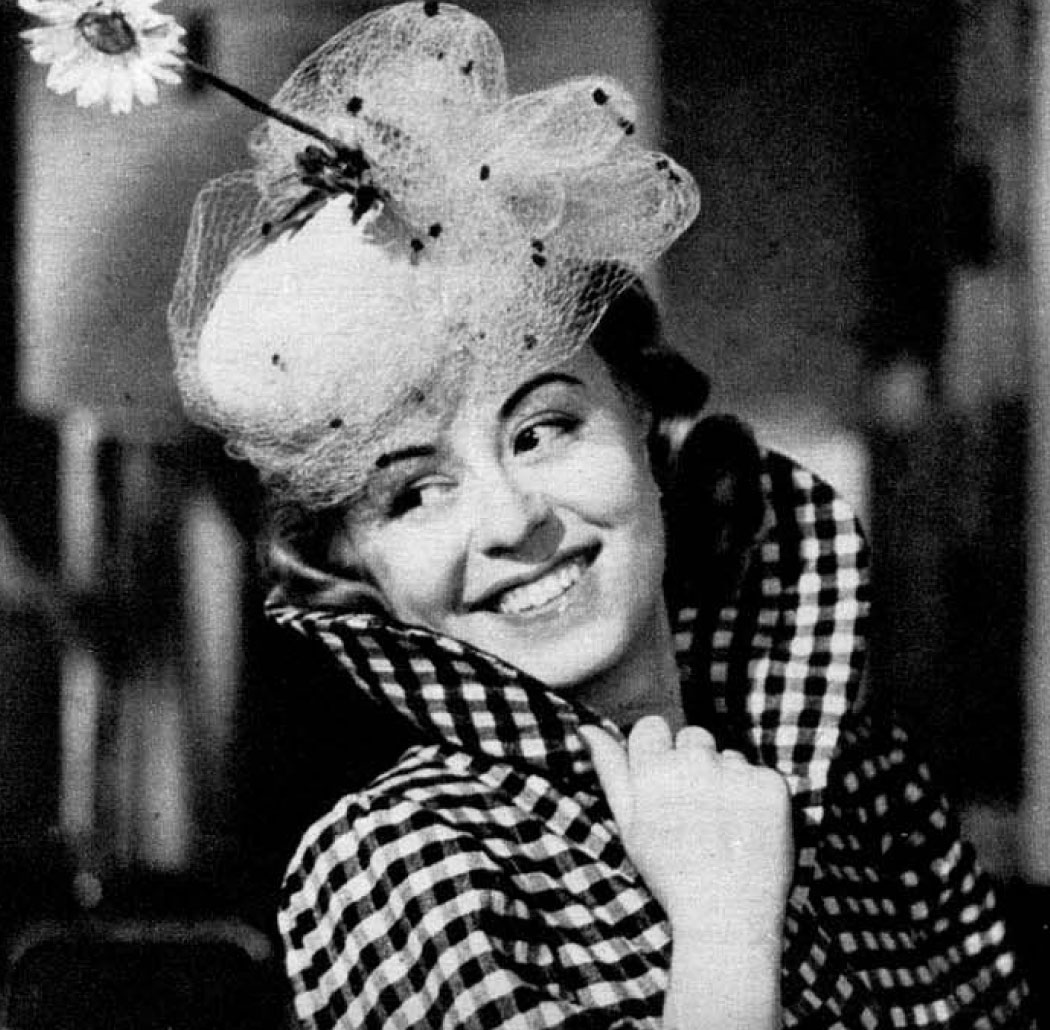
Giulietta Masina († 1994)

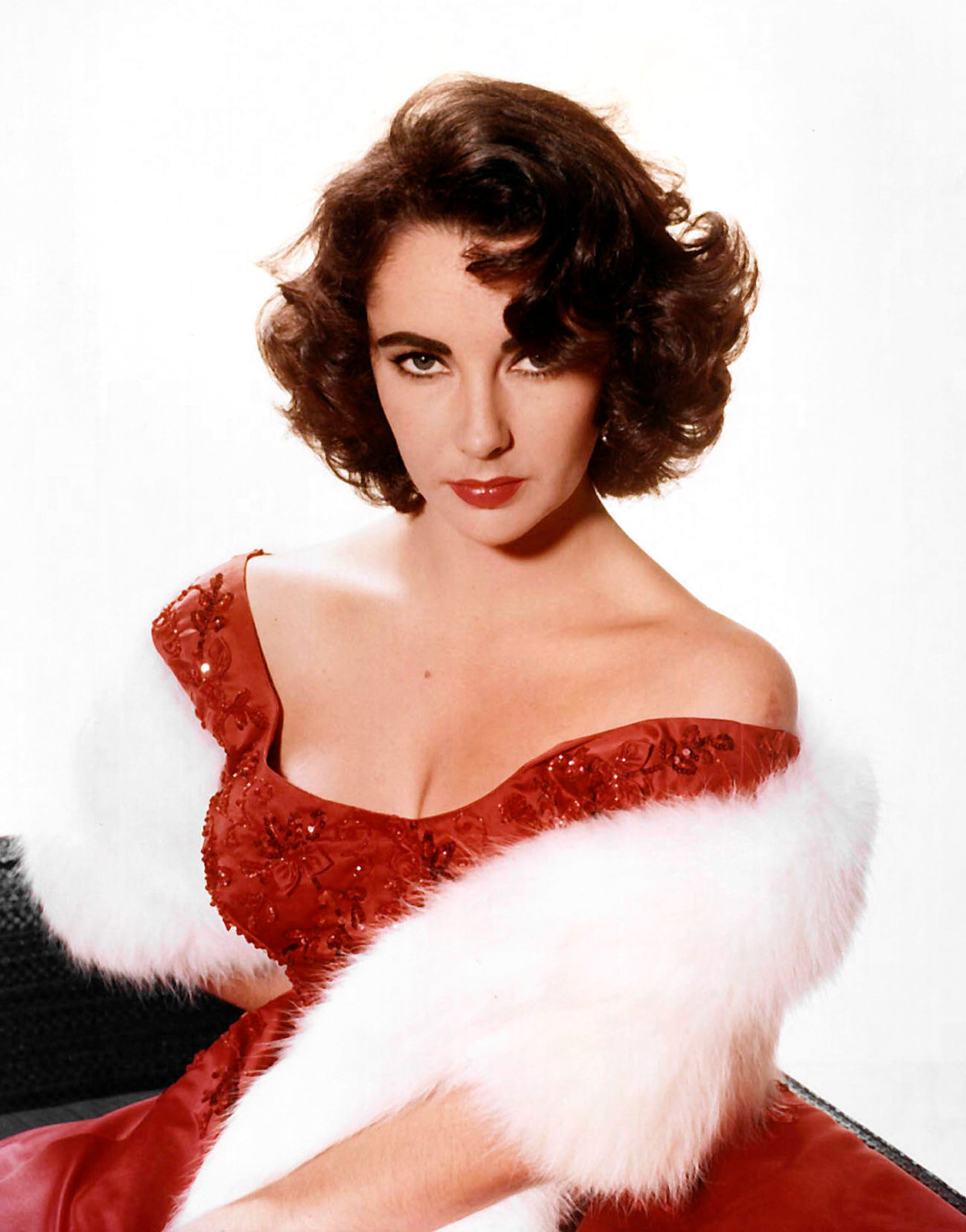
Elizabeth Taylorová († 2011)

- 1190 – Saigjó, japonský mnich a básník (* 1118)
- 1237 – Jan z Brienne, král jeruzalémský a císař-regent latinský (* asi 1138)
- 1369 – král Pedro Kastilský (* 30. srpna 1334)
- 1555 – Julius III., papež (* 1487)
- 1606 – Justus Lipsius, vlámský filosof a humanista (* 1547)
- 1611 – Johann Siebmacher, německý malíř erbů, mědirytec, grafik (* 1561)
- 1661 – Pieter de Molyn, nizozemský malíř (* 6. dubna 1595)
- 1680 – Nicolas Fouquet, ministr financí za vlády Ludvíka XIV. (* 27. ledna 1615)
- 1742 – Jean-Baptiste Dubos, francouzský estetik a historik (* 1670)
- 1750 – Samuel Mikovíny, slovenský polyhistor (* 1686 nebo 1700)
- 1770 – Martin van Meytens, švédský malíř (* 24. června 1695)
- 1789 – Thomas Osborne, 4. vévoda z Leedsu, britský politik a šlechtic (* 6. listopadu 1713)
- 1801 – Pavel I. Ruský, ruský car (* 1754)
- 1813 – Augusta Frederika Hannoverská, vnučka britského krále Jiřího II. (* 31. července 1737)
- 1819 – August von Kotzebue, německý spisovatel, dramatik a básník (* 3. května 1761)
- 1840 – William Maclure, skotský geolog, učenec a filantrop (* 27. října 1763)
- 1842 – Stendhal, francouzský spisovatel (* 1783)
- 1854 – Karel III. Parmský, parmský vévoda (* 14. ledna 1823)
- 1866 – Ferdinand von Arnim, německý architekt a malíř (* 15. září 1814)
- 1879 – Eduardo Abaroa, bolivijský národní hrdina (* 13. října 1838)
- 1888 – Morrison Rennick Waite, americký právník a politik (* 29. listopadu 1816)
- 1893 – José Zorrilla, španělský básník (* 21. února 1817)
- 1901 – Konstantin Stoilov, bulharský politik (* 23. září 1853)
- 1909 – Wojciech Dzieduszycki, předlitavský politik (* 13. července 1848)
- 1917 – Louis Schmeisser, německý konstruktér zbraní (* 1848)
- 1921 – Jean-Paul Laurens, francouzský malíř a sochař (* 28. března 1838)
- 1923 – Hovhannes Tumanian, arménský spisovatel (* 19. února 1869)
- 1929 – Maurice Sarrail, francouzský generál z dob první světové války (* 6. dubna 1856)
- 1938
  - Friedrich Rittelmeyer, evangelický teolog (* 5. října 1872)
  - Joseph Knaffl, americký výtvarný a portrétní fotograf (* 9. října 1861)
- 1939 – Ján Svetlík, slovenský vojenský pilot (* 12. června 1913)
- 1942 – Franz Walter Stahlecker, nacistický velitel bezpečnosti (* 10. října 1900)
- 1945 – Tadamiči Kuribajaši, japonský generál ve druhé světové válce (* 7. července 1891)
- 1946 – Gilbert Newton Lewis, americký fyzikální chemik (* 23. října 1875)
- 1947
  - Luisa Toskánská, saská korunní princezna (* 2. září 1870)
  - Ferdinand Zecca, francouzský průkopník filmu, herec, režisér, scenárista a producent (* 1864)
- 1950 – Emmanuel Mounier, francouzský katolický publicista a filosof (* 1. března 1905)
- 1953 – Raoul Dufy, francouzský malíř (* 3. června 1877)
- 1958 – Florian Znaniecki, polský sociolog a filozof (* 15. ledna 1882)
- 1963 – Thoralf Skolem, norský matematik (* 1887)
- 1964 – Peter Lorre, americký herec a režisér (* 26. června 1904)
- 1966 – Frits Zernike, nizozemský fyzik, Nobelova cena za fyziku (* 16. července 1888)
- 1981 – Claude Auchinleck, britský maršál za druhé světové války (* 21. června 1884)
- 1982
  - Mario Praz, italský literární kritik, překladatel a historik umění (* 6. září 1896)
  - Sonny Greer, americký jazzový bubeník (* 13. prosince 1895)
- 1983 – Kurt Hartrampf, důstojník Waffen-SS a tankové eso v hodnosti SS-Obersturmbannführer (* 29. dubna1906)
- 1985 – Zoot Sims, americký saxofonista (* 29. října 1925)
- 1987 – Július Tatár, slovenský filatelista, fotograf a amatérský entomolog (* 4. dubna 1898)
- 1988 – Štefan Boleslav Roman, předseda a zakladatel Světového kongresu Slováků (* 17. dubna 1921)
- 1992 – Friedrich Hayek, rakouský ekonom, nositel Nobelovy ceny za ekonomii (* 8. května 1899)
- 1994 – Giulietta Masina, italská herečka (* 22. února 1921)
- 1995 – Alan Barton, britský hudebník (Smokie) (* 1953)
- 2001 – Louis Dudek, kanadský básník (* 6. února 1918)
- 2002 – Neal E. Miller, americký psycholog (* 3. srpna 1909)
- 2007
  - Chajim Chermeš, maďarský parašutista, člen výsadkové skupiny Amsterdam (* 4. ledna 1919)
  - Paul Cohen, americký matematik (* 2. dubna 1934)
- 2009 – Ronald Tavel, americký režisér, scenárista, dramatik a herec (* 17. května 1936)
- 2011 – Elizabeth Taylorová, americká herečka (* 27. února 1932)
- 2012 – Abdullahi Yusuf Ahmed, somálský politik a bývalý prezident země (* 15. prosince 1934)
- 2013 – Boris Berezovskij, ruský matematik a podnikatel (* 23. ledna 1946)
- 2014
  - Geraldo Mattos, brazilský spisovatel (* 28. června 1931)
  - Adolfo Suárez, premiér Španělska (* 25. září 1932)
- 2015
  - Lee Kuan Yew, předseda singapurské vlády (* 16. září 1923)
  - Roy Douglas, anglický hudební skladatel (* 12. prosince 1907)
  - Gian Vittorio Baldi, italský režisér (* 30. října 1930)
- 2019 – Lina Čerjazovová, uzbecká akrobatická lyžařka (* 1. listopadu 1968)
- 2020 – Lucia Bosè, italská herečka (* 28. ledna 1931)
- 2022 – Madeleine Albrightová, americká diplomatka a politička (* 15. května 1937)
- 2024 – Maurizio Pollini, italský klavírista (* 5. ledna 1942)

## Svátky

### Česko
- Ivona
- Adrian, Alfons
- Haštal
- Rupert, Ruprecht
- Socialistický kalendář – Zahájení Velké mostecké stávky (1932)

### Svět
- Světový meteorologický den
- Slovensko: Adrián
- Pákistán: Den republiky
- Súdán: Den nezávislosti
- Litva: Den nezávislosti
- Bolívie: Memorial Day
- Laos: Den ozbrojených sil

### Katolický kalendář
- Svatá Rebeka
- Sv. Turubius z Mongroveja
- Gwinear

| 23. březen v pražském KlementinuÚdaje jsou platné k 11. 3. 2025. | 23. březen v pražském KlementinuÚdaje jsou platné k 11. 3. 2025. | 23. březen v pražském KlementinuÚdaje jsou platné k 11. 3. 2025. |
| minimum                                                          | denní průměr                                                     | maximum                                                          |
| ---------------------------------------------------------------- | ---------------------------------------------------------------- | ---------------------------------------------------------------- |
| −11,6 °C (1785)                                                  | 5,9 °C (od 1961)                                                 | 19,8 °C (2019)                                                   |